# 腰越満美
腰越 満美（こしごえ まみ）は、日本の声楽家（ソプラノ）・オペラ歌手・音楽教育者。

## 経歴
東京都出身。東京コンセルヴァトワール尚美専門コース、音楽社会研究科及び、ディプロマコース修了。
二期会オペラスタジオ修了。修了時最優秀賞及び川﨑靜子賞受賞。
文化庁オペラ研修所第9期修了。文化庁芸術家在外派遣研修員として2年間、イタリアにて研修。イタリアでは1996年（平成8年）ドニゼッティ『愛の妙薬』アディーナ、1997年（平成9年）ジョルダーノ『アンドレア・シェニエ』マッダレーナ以降、イタリア、オーストリアの各地でリサイタル、コンサートに出演している。
二期会オペラには1994年（平成6年）9月ロンバーグ『学生王子』王女マーガレットでデビュー。新国立劇場には、1997年（平成9年）オープニング記念オペラ團伊玖磨『建・TAKERU』夏乃、1999年（平成11年）水野修孝『天守物語』萩で出演。1998年（平成10年）二期会公演 モーツァルト『フィガロの結婚』スザンナで注目を浴び、2002年（平成14年）は1月二期会・新国立劇場共催公演 三枝成彰『忠臣蔵』綾衣で出演。日韓文化交流公演オペラ 高木東六『春香』タイトル・ロールでも絶賛された。以後、大きな当り役となった、二期会オペラ プッチーニ『蝶々夫人』（指揮：小林研一郎、演出：栗山昌良）タイトル・ロール、2004年（平成16年）1月二期会・新国立劇場共催公演 間宮芳生『鳴神』（演出：市川團十郎）雲の絶間姫と次々と大舞台の主役を務め、同年7月 宮本亜門演出 二期会公演 モーツァルト『ドン･ジョヴァンニ』で新しいドンナ・エルヴィーラ像を創り上げ、続く2006年（平成18年）『フィガロの結婚』の伯爵夫人でも新境地を拓く。 
国外の公演にも頻繁に出演し、2005年（平成17年）夏、中米・コスタリカ国立交響楽団によるオペラ公演『蝶々夫人』タイトル・ロールで招聘された。 
2007年（平成19年）はレハール『メリー･ウィドー』ハンナやオッフェンバック『天国と地獄』ユーリディスなどに主演。2009年（平成21年）2月、日本オペラ協会『天守物語』主演。2010年（平成22年）新国立劇場にて池辺晋一郎世界初演『鹿鳴館』伯爵夫人朝子、2011年（平成23年）新国立劇場 團伊玖磨『夕鶴』つう（2016年に再演）、2013年（平成25年）11月には日生劇場にて日本初演アリベルト・ライマン『リア』リーガンにて出演等、大舞台の主役を多く務める。2019年（平成31年）2月には東京文化会館においてフランス国立ラン歌劇場共同制作・東京二期会オペラ黛敏郎『金閣寺』原語（ドイツ語）版で母役を務めている。
コンサートではシューベルト『ミサ曲第2番 ト長調』、オルフ『カルミナ・ブラーナ』、ペルゴレージ『スターバト・マーテル』、ヴェルディ『レクイエム』、フォーレ『レクイエム』、ベートーヴェン『第九』、ハイドン『ネルソン・ミサ』、マーラー交響曲第4番等のソプラノ・ソロを歌う。また、読売日本交響楽団 ブリテン『ピーター・グライムズ』（演奏会形式）、東京交響楽団 ヤナーチェク『利口な女狐の物語』（演奏会形式）など、数々の舞台に出演。2006年（平成18年）11月、ベトナム国立交響楽団に招聘され、橋本國彦作品を紹介する。
放送面でも、NHK総合『日本うた絵巻』『NHKニューイヤーオペラコンサート』、NHK-FM『名曲リサイタル』、テレビ朝日『題名のない音楽会21』等、テレビやラジオに数多く出演している。また、自身の企画によるジャズ・ポピュラーのみのリサイタルを開催するなど、多彩な才能を発揮している。 
2008年（平成20年）10月、紀尾井ホール・シリーズ『歌』声楽家のアトリエ、第23回国民文化祭・いばらき『小町百年の恋』（世界初演・つくば市）小野小町役、同年11月民音主催で映画音楽からミュージカルの名曲を歌う「腰越満美リサイタル：マイ・フェイヴァリット･ソング」（東京文化会館小ホール）、2009年（平成21年）6月には二期会week in サントリーホール“時を駆ける歌声”服部克久が贈るにほんの歌の旅（サントリーホール ブルーローズ）、2012年（平成24年）4月イタリアオペラのアリアを歌う「腰越満美ソプラノリサイタル La strada in Italia」（銀座王子ホール）等、さらなる活躍を続けている。
2020年（令和2年）11月現在、桐朋学園大学教授。二期会幹事（任期：2020年（令和2年）4月1日 - 2022年（令和4年）3月31日）。

## 主な受賞歴
- 二期会オペラスタジオ修了時最優秀賞及び川﨑靜子賞受賞[2]
- 第3回日本声楽コンクール入選[2]
- 1995年フェッルッチョ・タリアヴィーニ国際コンクール第1位[2]

## 主なディスコグラフィー
- CD『マイ・フェイヴァリット－21世紀に伝えたい日本の歌－』腰越満美、羽山晃生、山路敦斗詩、CHICAストリングス、広田智之、渡辺克己 2001/2/21 ビクターエンタテインメント
- CD『武満徹:SONGS』腰越満美、羽山晃生、山田武彦 2008/11/25 カメラータ・トウキョウ
- CD『二期会メンバーのプリマ・ドンナたちによる美しき日本語の歌 なごみの歳時記』オムニバス 佐藤しのぶ、塩田美奈子、安田祥子、鮫島有美子、腰越満美、足立さつき、釜洞祐子 2011/2/2 日本コロムビア
- CD『ことのはクラシック Vol.3』オムニバス 湊谷真代、水越けいこ、伊倉一恵、山路ゆう子、腰越満美、刀根麻理子、松本優香、庄野真代、木村華子、五條真由美 2009/3/4 スリーディーシステム
- CD オペラ『白虎』(作曲:加藤昌則/脚本:宮本益光) 福島 復興・復活オペラプロジェクト 佐藤正浩:指揮、オペラ白虎特別編成オーケストラ、経種廉彦、高橋啓三、黒田博、腰越満美 2014年01月31日 ALTUS[10]